# 空军第200轰炸机联队
空军第200轰炸机联队（Kampfgeschwader 200）是第二次世界大战期间德国国防军空军的一支特种部队。该联队执行过格外困难的轰炸、运输以及长程空中侦察任务，亦曾测试过新设计出来的机型以及缴获的他国飞机。 